# Kulturzentrum Mattersburg
Das Kulturzentrum Mattersburg (auch kurz KUZ Mattersburg) ist ein Gebäude im Stil des Brutalismus in Mattersburg im österreichischen Bundesland Burgenland, das in den Jahren 1973 bis 1976 nach den Plänen des Architekten Herwig Udo Graf errichtet wurde. Es wurde 2019 nach einigen Kontroversen abgerissen, neu gebaut und 2021 neu eröffnet. Das Gebäude steht teilweise unter Denkmalschutz (Listeneintrag).

## Geschichte
Aus historischen und geografischen Gründen mangelte es im Burgenland noch in den 1960er Jahren an adäquaten Räumen für Kulturveranstaltungen und Erwachsenenbildung. Zu Beginn der 1970er Jahre wurde auf Initiative des Kulturlandesrates Gerald Mader und mit Unterstützung des Kulturministers Fred Sinowatz ein kulturpolitisches Experiment ins Leben gerufen – die Errichtung von „Kulturzentren“. Deren Ziel sollte es sein, „dem burgenländischen Raum, einer Region der kleinen Städte und Dörfer, jene kulturellen, bildungspolitischen und gesellschaftlichen Möglichkeiten zu geben, die bisher nur in Großstädten zur Verfügung standen. Ein Kulturzentrum ist Theater, Konzerthaus, Ausstellungshalle und Bildungsinstitut zugleich. Mit Jugendklub, Hobbyräumen, Sauna und Gastronomie vereinigt es sich zu einem lebendigen Ort der Begegnung für Menschen unserer Zeit, die nicht nur zusehen und zuhören, sondern auch selbst mitmachen wollen.“
Das erste derartige Kulturzentrum wurde als vielbeachtetes kulturpolitisches Pilotprojekt zwischen 1973 und 1976 im nordburgenländischen Mattersburg nach den Plänen von Herwig Udo Graf, dessen Entwurf bei einem Architekturwettbewerb den 1. Preis erhielt, errichtet. Nach einer Bauzeit von rund 3 Jahren wurde am 22. Mai 1976 das Kulturzentrum Mattersburg, als erstes derartiges Kultur- und Bildungszentrum Österreichs, offiziell eröffnet.

## Beschreibung

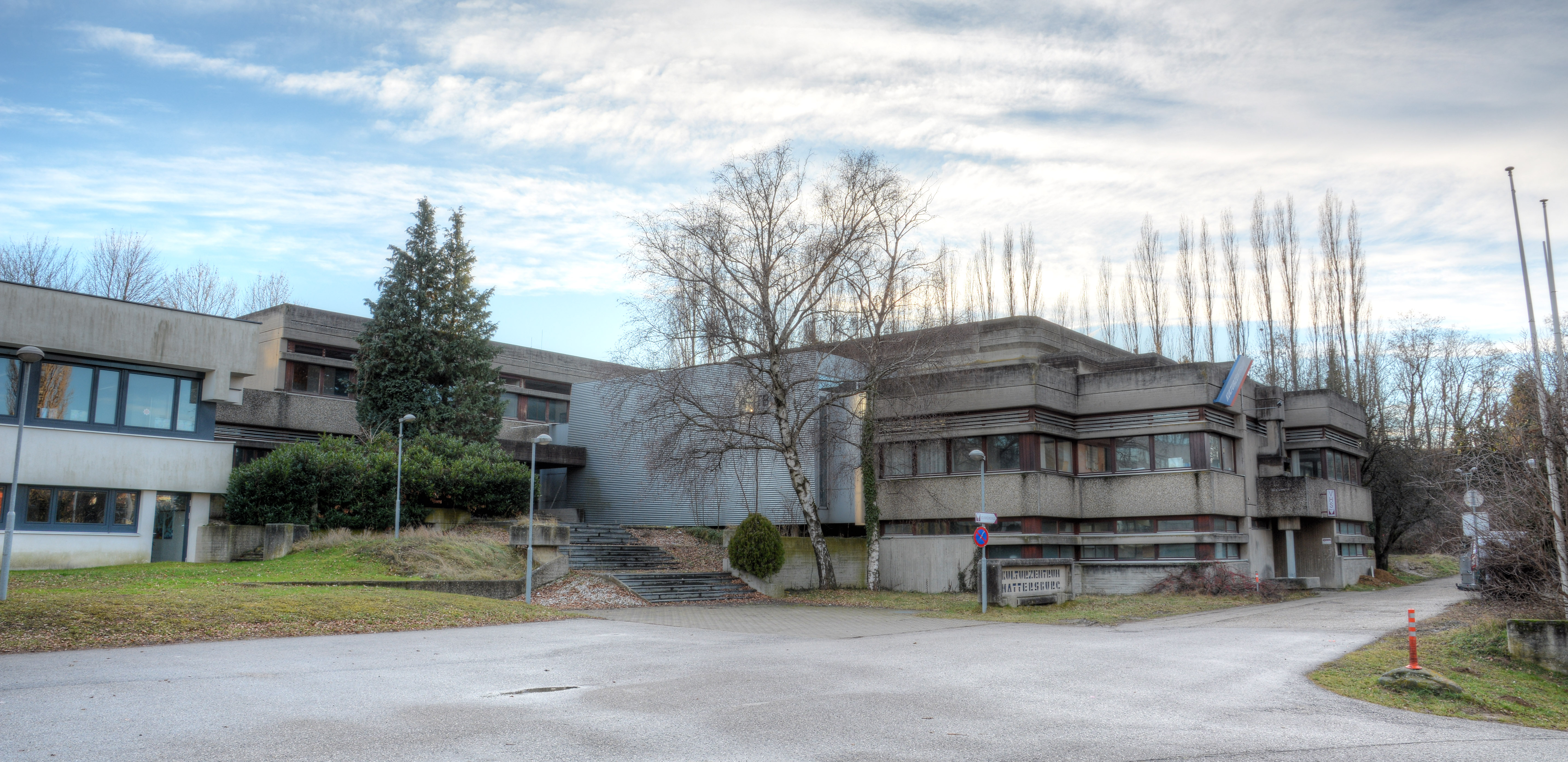
Ansicht 2017

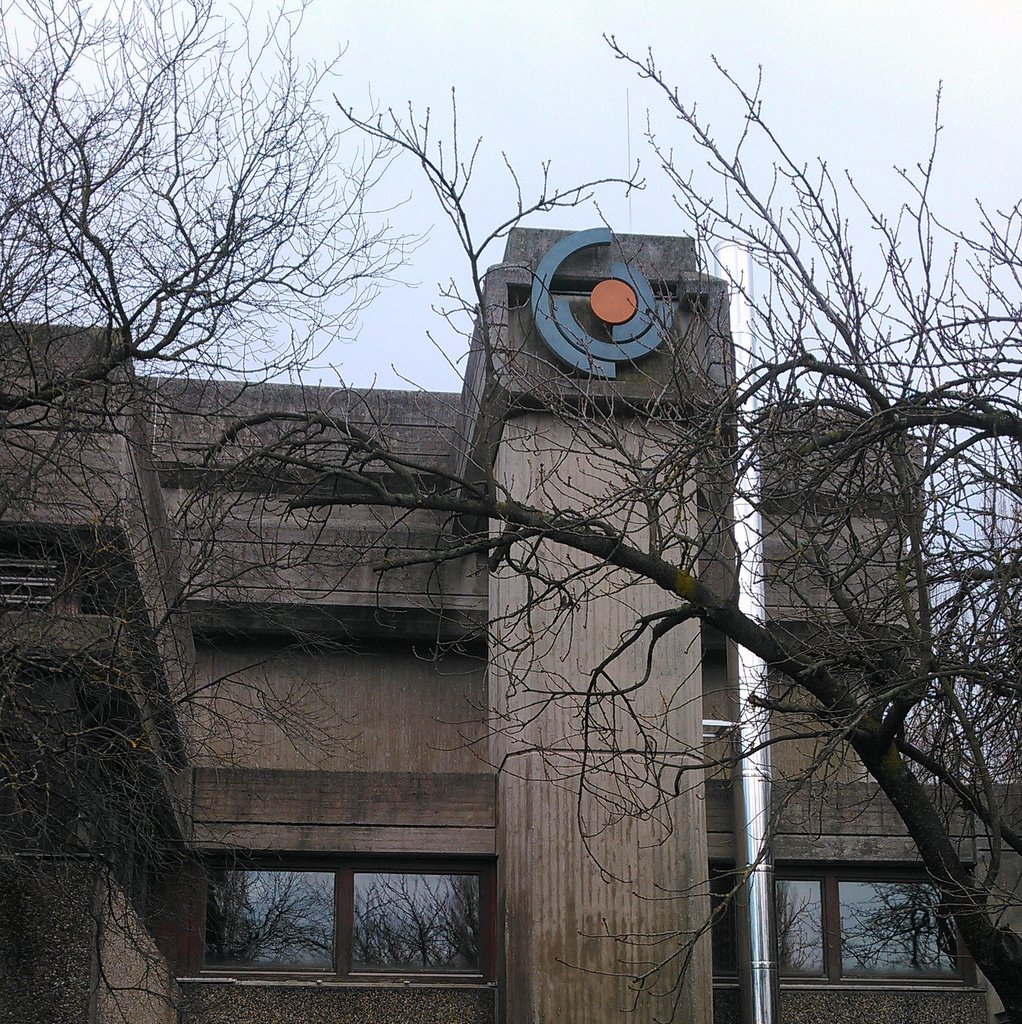
Fassadendetail

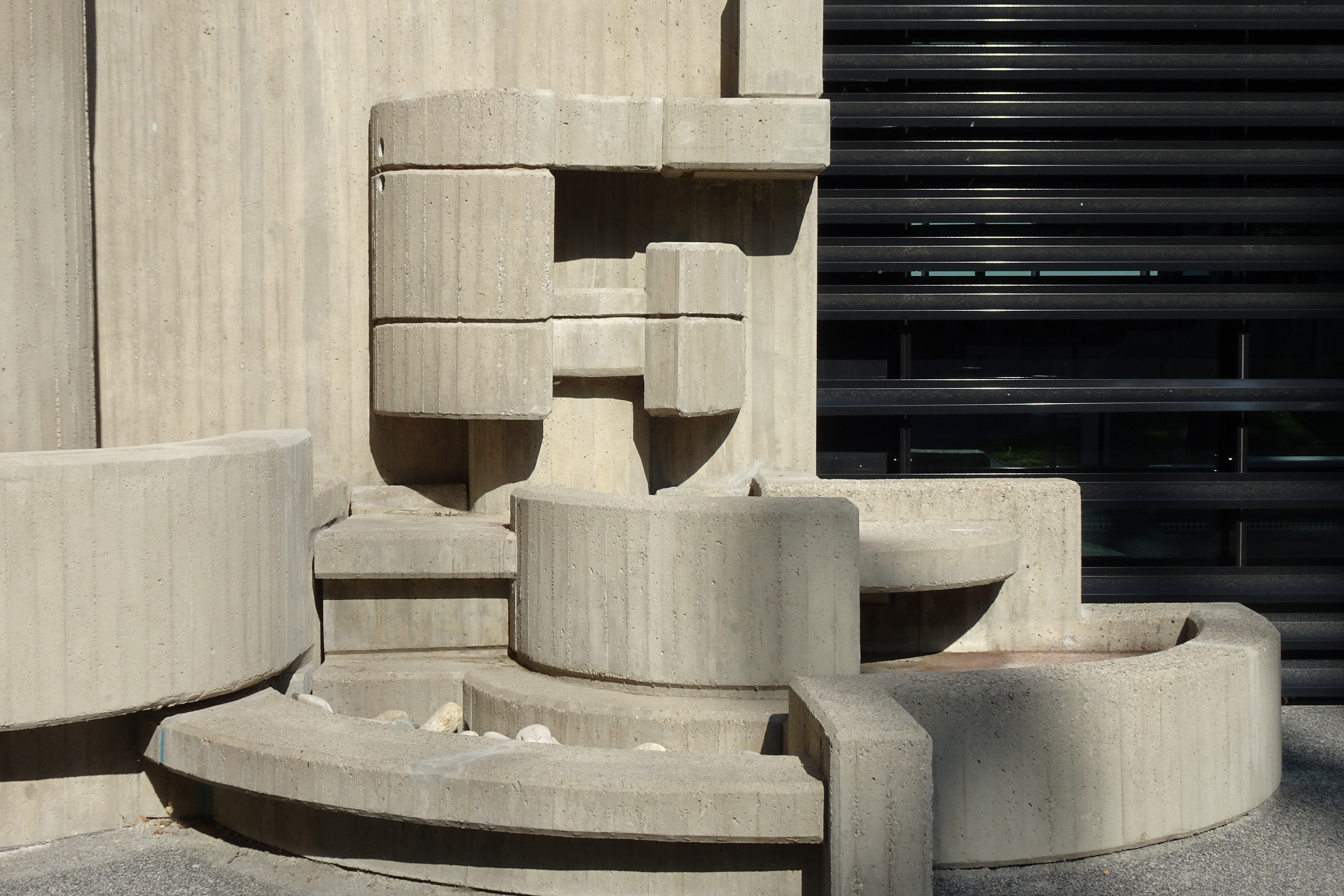
Nicht mehr funktionsfähiger Brunnen an der Fassade

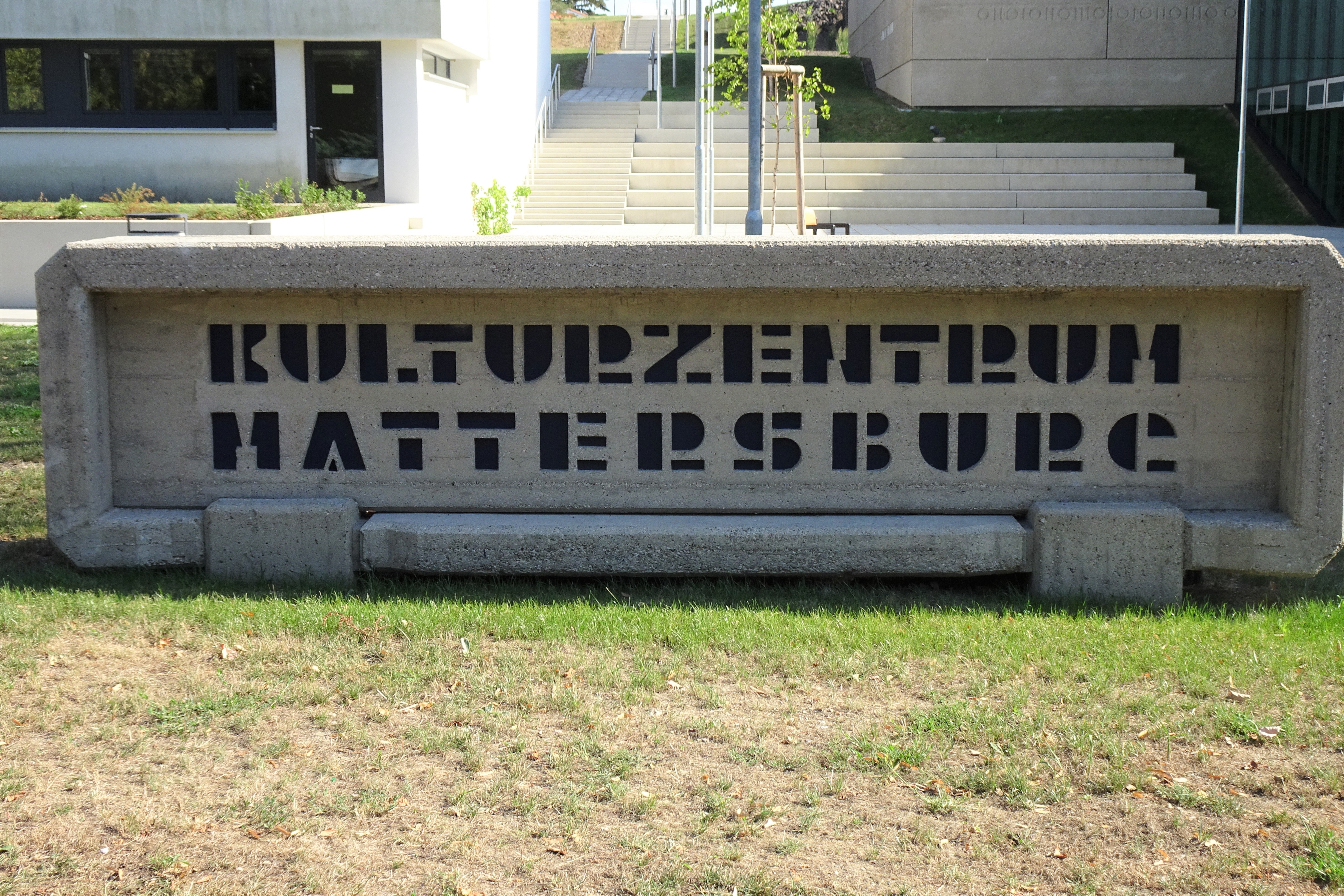
Steinblock mit Inschrift

Das Kulturzentrum Mattersburg ist Teil eines städtebaulichen Ensembles, zu dem eine Hauptschule und Sporthalle gehören. Die Baukörper wurden ursprünglich über eine Freitreppe erschlossen, die das Hanggrundstück in einer künstlerisch gestalteten Betonlandschaft einbettete. In der ursprünglichen Konzeption umfasste das Kulturzentrum einen Veranstaltungssaal für 550 Personen, Seminar- und Klubräume, ein Foyer mit Buffet, ein Institut für Politische Bildung, ein Jugendzentrum und einen Sauna- und Fitnessbereich.
Das Kulturzentrum ist als skulpturaler Solitär entworfen und als Massivbau ausgebildet, wobei als Gestaltungsmittel außen und zum Teil auch innen schalreiner Sichtbeton eingesetzt wird. Parapetverkleidungen bestehen aus vorgehängten Waschbetonplatten. Sämtliche Attiken wie auch die aufgehenden Elemente der Außenanlagen sind in schalreinem Sichtbeton ausgeführt. Die Fenster und Portalkonstruktionen bestehen aus Mahagoni.

## Veränderungen
Die Gesamtanlage zeigt sich 2018 in teilweise verändertem Zustand. 1994 wurde die Freitreppe durch einen Fahrweg ersetzt, im Jahre 2003 wurde die Hauptschule durch eine thermische Sanierung überformt. Das Kulturzentrum wurde 1998 um einen Galerieanbau erweitert. Infolgedessen wurde auch die Inneneinrichtung teilweise erneuert. Trotz dieser Maßnahmen hat sich das Kulturzentrum weitgehend im ursprünglichen Zustand erhalten. Der Sichtbeton wurde weder gedämmt noch überstrichen und ist auch bautechnisch in einem guten Zustand.
Ab Juli 2019 wurde das Gebäude abgerissen und neu gebaut, im Mai 2022 wurde das Kulturzentrum Mattersburg wiedereröffnet. Es gibt nunmehr keine bauliche Verbindung mit der Neuen Mittelschule mehr, es ist zwischen diesen Baublöcken ein Gehweg mit Stufen angelegt worden.

## Debatte um Abriss und Unterschutzstellung
2014 wurde das Kulturzentrum Mattersburg geschlossen. Der für Kultur zuständige Landesrat Helmut Bieler gab bekannt, dass er die Demolierung des Kulturzentrums und die Errichtung eines neuen Veranstaltungszentrums am selben Standort beabsichtige. Gegen diese Absicht formierte sich starker zivilgesellschaftlicher Widerstand und es bildete sich die Plattform "Rettet das Kulturzentrum Mattersburg". Auch in Fachkreisen wurde man auf den Fall aufmerksam und namhafte Experten sprachen sich für den Erhalt des derzeitigen Kulturzentrums aus. Es gibt aber auch gegenteilige Meinungen.
Noch in den 80er Jahren gestand Friedrich Achleitner dem Gebäude keine bedeutende Rolle zu. Mittlerweile wird dieser kulturhistorischen Epoche jedoch eine andere Bedeutung beigemessen und das Deutsche Architekturmuseum hat das KUZ als bedeutendes Beispiel des Brutalismus in seine virtuelle Sammlung aufgenommen. Schriftliche Stellungnahmen von nationalen und internationalen Experten im Bereich Architektur und Denkmalpflege, wie jene von Oliver Elser (DAM Frankfurt), Dietmar Steiner (Az W), Axel Hubmann (Docomomo Austria) und dem Architekturpublizisten Otto Kapfinger würdigen den Stellenwert des Bauwerks in architektonischer, architekturgeschichtlicher und kulturpolitischer Hinsicht. Im November 2016 wurden schließlich einige Teile des Kulturzentrums offiziell unter Denkmalschutz gestellt. Es betrifft dies die Außenmauern des nordwestlichen Trakts inklusive des Wandbrunnens sowie einen Steinblock mit Inschrift.